# Мегали идеја
Мегали идеја (грч.  — „Велика идеја”) био је иредентистички концепт грчких националиста који је за циљ имао успотављање грчке државе која би обухватала све просторе насељене етничким Грцима, укључујући велику грчку популацију, која је након грчког рата за независност 1830. године и даље била под Османлијама.
Осамдесетих година 18. вијека за рјешавање источног питања је направљен грчки пројекат Евгеније Вулгариса.
Израз се јавља први пут за вријеме разговора предсједника владе Јониса Колетиса са краљем Отом, којем је претходило доношење устава 1844. То је била националистичка тежња која је требало да доминира грчком спољном политиком, одређеујући унутрашњу политику државе у првом вијеку њеног постојања. Израз је био нов у то вријеме, али концепт је имао коријене у грчком народу, његовајући стару наду да ће доћи до ослобођења од турске власти и поновног успостављање Царства.
!
Поново, како године и вријеме иду, поново ће бити наш!
Мегали идеја је за циљ имала успостављање Византијског царства, оснивањем грчке државе, што би било, како је антички географ Страбон писао, обухватало грчки свијет од Јонског мора на западу, Мале Азије и Црног мора на истоку и од Тракије, Македоније и Епира на сјеверу до Крита и Кипра на југу. Нова држава би имала Константинопољ као пријестолницу и била би то „Грчка два континента и пет мора”.
Мегали идеја је доминирала грчког спољном и унутрашњом политиком од рата за независност 1820-их до балканских ратова на почетку 20. вијека. Идеја је подршку почела губити након грчког пораза у Грчко-турском рату и великог пожара у Смирни 1922, чему је слиједила грчко-турска размјена становништва 1923. године. Упркос крају пројекта Мегали идеја 1922. године, грчка држава се проширила пет пута за вријеме свог постојања, било кроз војног освајања или путем дипломатије (често уз подршку УК). Након оснивања грчке државе 1830. године, територија државе се ширила сљедећим редослиједом: Јонска острва (1864), Тесалија (1881), егејска Македонија, Крит, јужни Епир и источна Егејска острва (1913), западна Тракија (1920) и Додеканези (1947).